# LGV Séville - Cadix
La LGV Séville - Cadix – ou línea de alta velocidad Sevilla-Cádiz en espagnol – est une ligne à grande vitesse espagnole reliant les villes andalouses de Séville et Cadix. Longue de 158 km, elle est en service depuis octobre 2015.